# تایگا (شهر)
شهر تایگا (به روسی: Тайга) در کشور روسیه و در اوبلاست کمروو واقع شده‌است.